# Stampgatan

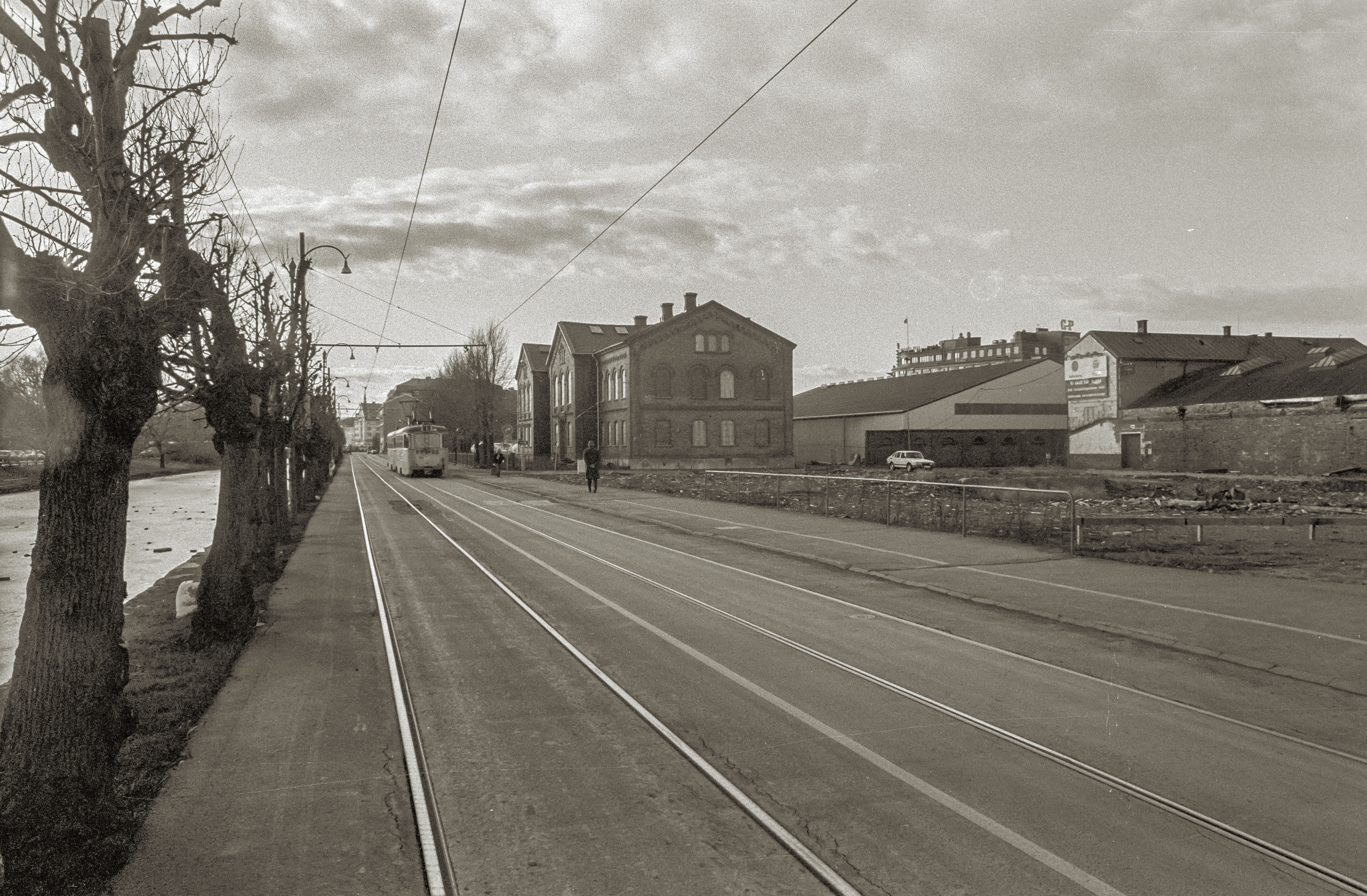
Stampgatan västerut medan Prippska tomten till höger var en rivningstomt. Till vänster Fattighusån. 8 mars 1984.

Stampgatan är en gata i stadsdelen Stampen i Göteborg som löper parallellt med Odinsgatan och Friggagatan i centrala Göteborg mellan Polhemsplatsen och Svingeln. Gatan är uppkallad efter en klädstamp som redan 1704 anlagts på platsen av David Amija och Hans Coopman och fick sitt namn 1857.
Gatan är delvis avstängd för fordonstrafik till förmån för spårvagnsnätet i Göteborg.